# Zielverfolgungsradar
Ein Zielverfolgungsradar ist ein spezieller Typ von Radar, der kontinuierlich ein bestimmtes Objekt verfolgt, nachdem es einmal aufgefasst wurde. Die Hauptkeule des Antennendiagramms ist dann in nur diese eine Richtung ausgerichtet. Es misst kontinuierlich die Position (Entfernung, Winkel und gegebenenfalls auch die Geschwindigkeit) dieses einzelnen Objekts und unterscheidet sich damit von einem Aufklärungs- und Zielzuweisungsradar, das einen größeren Raum nach möglichen Zielen absucht.
Zielverfolgungsradare werden zum Beispiel als Feuerleitradar eingesetzt, um das aufgefasste und begleitete Ziel zu bekämpfen. Bei anderen Anwendungsgebieten geht es nur um die exakte Vermessung von Flugbahnen, zum Beispiel bei der Vermessung von Satellitenbahnen oder der Dokumentation von Weltraumschrott bei dem GESTRA-Radar oder zur Radarabbildung der Mondoberfläche mit der Grossradaranlage TIRA.